# تاريخ الفلبين (1521-1898)

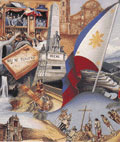

تاريخ الفلبين من عام 1521 حتى عام 1898هو الفترة التالية لوصول فرناندو ماجلان إلى الفلبين، خلال الحملات الممولة من إسبانيا إلى جزر الفلبين، والفترة اللاحقة للحكم الاستعماري. بدءًا من وصول المستكشف البرتغالي فردناند ماجلان عام 1521، حتى انتهاء الفترة الاستعمارية للفلبين كمستعمرة للإمبراطورية الإسبانية بالثورة الفلبينية عام 1898، والتي كانت بداية الاستعمار الأمريكي للفلبين.

## الحملات والاستعمار الأسباني

### لابو لابو
يرجح أن بوتيرويغيسان (الذي غزا مدينة ماندرا عام 1356 ووصل إلى جزر الملوك عام 1512) زار القارة سابقًا، لكن أول حملة أوروبية موثقة إلى الفلبين كانت التي قادها فردناند ماجيلان عام 1521، في خدمة ملك أسبانيا. رأت حملة ماجلان جبال سيبو عند فجر يوم 17 مارس 1521، وهبطوا على اليابسة في اليوم التالي في جزيرة هومونون الصغيرة غير المأهولة عند مصب خليج لايتي. في أحد الفصح، 31 مارس 1521، في مازاوا (يُعتقد اليوم أنها جزيرة ليماساوا في لايتي الجنوبية) كما جاء في كتاب أنطونيو بيغافيتا  تقرير عن الرحلة الأولى حول العالم، غرس ماجلان رسميًا صليبًا على قمة تل يطل على البحر، وادعى ملكية ملك إسبانيا للجزر التي شاهدها، وسماها أرخبيل سانت لازاروس. احتل ماجلان الأراضي وسعى لإقامة تحالفات بين الفلبينيين الأصليين بدءًا من داتو زولا، زعيم سيغبو (الآن سيبو)، وافتخر في تحويلهم إلى المسيحية الكاثوليكية.
انخرطت حملة ماجلان في المنافسات السياسية بين شعب سيبو الأصلي وشارك في معركة ضد لابو لابو، زعيم جزيرة ماكتان والعدو اللدود لداتو زولا. وقعت معركة ماكان فجر يوم 27 أبريل 1521. واجه ماجلان مع 60 رجلاً مسلحًا و1,000 رجل من المحاربين السيبووين صعوبة كبيرة في الهبوط على الشاطئ الصخري لماكتان حيث كان لابو لابو ينتظرهم على الأرض مع جيش يتألف من 1,500. اجتاز ماجلان الشاطئ مع جنوده وهاجم قوات لابو لابو، وأمر داتو زولا ومحاربيه بالبقاء على متن السفن ومراقبتها. استهان ماجلان بلابو لابو ورجاله إلى حد كبير، الذين فاقوهم بالعدد كثيرًا، وقُتل ماجلان و14 جندي من جنوده. وتمكن الباقون من العودة إلى السفن. تركت المعركة الحملة بعدد قليل جدًا من أفراد الطاقم ليقودوا ثلاث سفن، لذلك تركوا سفينة «كونسبسيون»، وأبحروا بالسفن المتبقية -«ترينيداد» و«فيكتوريا»- إلى جزر التوابل (الملوك) في إندونيسيا الحالية.
انقسمت الحملة هناك إلى مجموعتين. حاولت ترينيداد، بقيادة غونزالو غوميز دي إسبينوزا، الإبحار شرقًا عبر المحيط الهادئ إلى برزخ بنما. ولكن تعطلت رحلة إسبينوزا بسبب المرض وتحطم السفينة، وتوفي معظم أفراد الطاقم. عاد الناجون من ترينيداد إلى جزر التوابل، حيث سجنهم البرتغاليون. واصلت فيكتوريا الإبحار غربًا، بقيادة خوان سيباستيان إلكانو، وتمكنت من العودة إلى سانلوكار دي باراميدا (شلوقة)، إسبانيا في 1522. تخلى تشارلز الأول ملك إسبانيا عام 1529عن جميع الأحقيات بجزر التوابل إلى البرتغال في معاهدة سرقسطة. ولكن، لم توقف المعاهدة استعمار إسبانيا الجديدة للأرخبيل الفلبيني. بعد رحلة ماجلان، أُرسلت خمس حملات إلى الجزر: غارسيا خوفري دي لويسا في 1525، وسيباستيان كابوت في 1526، وألفارو دي سافيدرا سيرون في 1527، وروي لوبيز دي فيلالوبوس في 1542، وميغيل لوبيز دي ليغزبي في 1564. كانت رحلة ليغزبي الأكثر نجاحًا بسبب اكتشاف أندريس دي أوردانيتا رحلة العودة إلى المكسيك عبر المحيط الهادئ خلالها. بدأ هذا الاكتشاف تجارة سفن مانيلا غاليون، التي استمرت قرنين ونصف.

### الفتح بقيادة فيليب الثاني
في عام 1543، سمّى روي لوبيز دي فيلالوبوس جزر لايتي وسامار لاس إيسلاس فلبيناس (جزر الفلبين) تكريماً لفيليب ملك النمسا، أمير أستورياس في ذلك الوقت. أصبح فيليب الثاني ملك إسبانيا في 16 يناير 1556، عندما تنازل والده تشارلز الأول ملك إسبانيا (الذي حكم أيضًا باسم تشارلز الخامس، الإمبراطور الروماني المقدس) عن العرش الأسباني. كان فيليب في بروكسل في ذلك الوقت وتأخرت عودته إلى إسبانيا حتى عام 1559 بسبب السياسة والحروب الأوروبية في شمال أوروبا. بعد عودته إلى إسبانيا بوقت قصير، أمر فيليب بإجراء رحلة استكشافية إلى جزر التوابل، قائلًا إن الغرض منها كان «اكتشاف جزر الغرب». في الواقع كانت مهمتها هي غزو إسبانيا للفلبين.
في 19 أو 20 نوفمبر 1564، غادرت حملة إسبانية تضم 500 رجل بقيادة ميغل لوبيز دي ليغازبي من بارا دي نافيداد، إسبانيا الجديدة، ووصلت إلى سيبو في 13 فبراير 1565، واستولت عليها رغم معارضة سكان سيبو الأصليين.
انتقل ليغازبي إلى باناي عام 1569 وأسس مستوطنة ثانية على ضفة نهر باناي. وفي عام 1570، أرسل ليغازبي حفيده، خوان دي سالسيدو، الذي وصل من المكسيك عام 1567، إلى ميندورو لمعاقبة قراصنة مورو المسلمين الذين كانوا ينهبون قرى باناي. دمر سالسيدو أيضًا الحصون في جزيرتي إيلين ولوبانغ، في جنوب وجنوب غرب ميندورو على التوالي. في عام 1570، غزا مارتن دي غويتي، الذي أرسله ليغازبي إلى لوزون مملكة ماينيلا (مانيلا الآن)، وهي دولة عميلة لسلطنة بروناي. ثم جعل ليغاسبي ماينيلا عاصمة الفلبين وبسط تهجيتها لمانيلا. سمت حملته أيضًا لوزون باسم نويفا كاستيلا. أصبح ليغازبي أول حاكم عام للبلاد. وسعت اليابان تجارتها في شمال لوزون عام 1573. في عام 1580، أسس الزعيم الياباني تاي فوسا ولاية ووكو تاي فوسا المستقلة في كاجايان غير المستعمرة. عندما وصل الأسبان إلى المنطقة، أخضعوا المملكة الجديدة، ما أدى إلى معارك كاجايان 1582. بمرور الوقت، انخفضت أهمية سيبو مع انتقال السلطة شمالًا إلى لوزون. كان الأرخبيل مركزًا إسبانيًا في الشرق وأصبحت مانيلا عاصمة جزر الهند الشرقية الإسبانية بأكملها. أُدارت الوصاية على إسبانيا الجديدة (المكسيك الآن) المستعمرة حتى عام 1821 عندما استقلت المكسيك عن إسبانيا. أصبحت المستعمرة محكومة مباشرةً من إسبانيا بعد عام 1821. اعتمد الاقتصاد الفلبيني خلال معظم الفترة الاستعمارية على تجارة غاليون التي افتُتحت عام 1565 بين مانيلا وأكابولكو والمكسيك. كانت التجارة بين إسبانيا والفلبين عبر المحيط الهادئ إلى المكسيك (مانيلا إلى أكابولكو)، ثم عبر البحر الكاريبي والمحيط الأطلسي إلى إسبانيا (فيراكروز إلى كاديز).
أصبحت مانيلا مركزًا رئيسيًا للتجارة في آسيا بين القرنين السابع عشر والثامن عشر. أُرسلت جميع أنواع المنتجات من الصين، واليابان، وبروناي، وجزيرة الملوك وحتى الهند إلى مانيلا لبيعها مقابل 8 عملات ريال فضية أتت بواسطة تجارة غاليون من أكابولكو. ثم أرسلت هذه السلع، بما في ذلك الحرير والبورسلان والتوابل والأواني المطلية باللك والمنسوجات إلى أكابولكو ومن هناك إلى أجزاء أخرى من إسبانيا الجديدة وبيرو وأوروبا.

### المستعمرون الإسبان
ازداد عدد السكان الأوروبيين في الأرخبيل باطراد، ولكن ظل الفلبينيون الأصليون يشكلون الأغلبية. وخلال فترة الاستعمار الأولى، استقر في مانيلا 1200 أسرة إسبانية. استقبلت المستوطنة في مدينة سيبو، في فيساياس ما مجموعه 2,100 جندي مستوطن من إسبانيا الجديدة (المكسيك). وفي جنوب مانيلا مباشرةً، وُجد المكسيكيون في إرميتا وفي كافيت حيث تمركزوا كحراس. وبالإضافة إلى ذلك، أُرسل رجال مجندين من بيرو، إلى مدينة زامبوانغا في مينداناو، لشن حرب على القراصنة المسلمين. كان هناك مجتمعات محلية من الإسبان الهجناء، نمت في إيلولو ونيغروس وفيغان. أدت التفاعلات بين السكان الأصليين الفلبينيين والإسبان المهاجرين بالإضافة إلى الأمريكيين اللاتينيين في نهاية المطاف إلى تكوين لغة جديدة، هي تشاباكانو، وهي لغة هجينة إسبانية مكسيكية. اعتمدوا على تجارة الغاليون لكسب العيش. وفي السنوات الأخيرة من القرن الثامن عشر، نفذ الحاكم العام باسكو إصلاحات اقتصادية أعطت المستعمرة أول مصدر دخل داخلي هام من إنتاج التبغ وغيره من الصادرات الزراعية. وفي هذه الفترة اللاحقة، فتحت الزراعة أخيرًا أمام السكان الأوروبيين، التي كانت مقتصرة على الفلبينيين الأصليين فقط.
خلال حكم أسبانيا الذي دام 333 عامًا في الفلبين، كان على المستعمرين محاربة القراصنة الصينيين (الذين فرضوا حصارًا على مانيلا، وكان أشهرهم ليماهونج عام 1573)، والقوات الهولندية، والقوات البرتغالية، والثورات الأصلية. أغار موروس من غرب مينداناو وأرخبيل سولو على المناطق الساحلية المسيحية في لوزون وفيساياس، وأسر أحيانًا الرجال والنساء ليبيعهم كعبيد.